# Mali Hka
Mali Hka – rzeka w Mjanmie o długości 320 km (według innych źródeł długość rzeki wynosi 367 km). Powierzchni zlewni wynosi 23 550 km². Średnia roczna zasobność wodna wynosi 57 400 mln m³. Źródła rzeki usytuowane są na północ od Putao w stanie Kaczin, w południowych Himalajach. Na północ od Myitkyiny łączy się z Nmai Hka, tworząc Irawadi. Mali Hka jest częściowo żeglowna.